# VdB 10
vdB 10 est une petite nébuleuse diffuse, visible dans la constellation de Persée.
On peut la localiser en partant de l'étoile η Persei, une géante rouge de magnitude 3,77 et en se déplaçant d'environ 2° dans une direction ENE, jusqu'à atteindre κ Persei, de magnitude 4. Dans cette direction pendant 1,5°, on trouve une étoile blanche de magnitude 5,8, cataloguée HD 20041 et à la limite de la visibilité à l'œil nu.
Des photographies à longue exposition prises à l'aide d'un télescope nous permettent de montrer comment cette étoile est enveloppée d'une faible nébulosité, qui devient particulièrement évidente sur les côtés est et ouest. La nébuleuse reflète la lumière de cette étoile, devenant elle-même lumineuse par réflexion, montrant une couleur bleutée. Le système se trouve à ∼ 1 614 a.l. (∼ 495 pc) du système solaire.